# Danaé Blais
Pour les articles homonymes, voir Blais.
Danaé Blais est une patineuse de vitesse sur piste courte canadienne.

## Biographie
Danaé Blais naît le 10 mai 1999 à Châteauguay. Elle commence le patinage à sept ans à LaSalle, suivant l’exemple de son frère Cédrik Blais.
Elle étudie les sciences sociales et du comportement à Montréal.
En 2018, elle fait partie de l’équipe de relais féminin qui remporte les championnats du monde junior et finit dixième du 1 500 mètres. Sur les saisons de coupe du monde 2018-2019 et 2019-2020, elle remporte deux médailles d’or en relais (une au relais féminin et une au relais mixte), trois médailles d’argent au relais féminin et trois médailles de bronze sur la même distance. Son meilleur classement personnel se fait sur la saison de Coupe du monde de patinage de vitesse sur piste courte 2018-2019 à Salt Lake City, où elle se place septième du 500 m.
Elle participe aux épreuves de patinage de vitesse sur piste courte aux Jeux olympiques de 2022. Aux championnats du monde deux mois plus tard, l'équipe canadienne de relais féminin remporte l'argent. Elle y patine avec Kim Boutin, Florence Brunelle, Alyson Charles et Courtney Sarault et est remplaçante en finale,.
Pendant la Coupe du monde de patinage de vitesse sur piste courte 2022-2023, elle remporte plusieurs médailles en relais avec Kim Boutin, Rikki Doak, Renee Marie Steenge, Claudia Gagnon et Courtney Sarault,,,,,.
Elle est en équipe canadienne pour la saison de Coupe du monde de patinage de vitesse sur piste courte 2023-2024. Lors de la deuxième manche de la saison, elle prend l'argent au 1 000 mètres et le bronze au 1 500 mètres, qu'elle finit juste devant ses compatriotes Courtney Sarault et Claudia Gagnon, respectivement quatrième et cinquième. En mars 2024, en relais, elle remporte le bronze aux Championnats du monde de patinage de vitesse sur piste courte 2024 avec Kim Boutin, Rikki Doak et Renee Marie Steenge.
En septembre 2024, elle remporte un 1 000 mètres aux championnats du Canada et se place deuxième au général derrière Florence Brunelle. Kim Boutin se classe troisième.